# Pallacanestro ai IV Goodwill Games
Il torneo di Pallacanestro ai IV Goodwill Games si è svolto a New York nel 1998.
Si è svolto solamente il torneo maschile.

## Medagliere
| Posiz. | Nazione     | Oro | Argento | Bronzo | Totale |
| ------ | ----------- | --- | ------- | ------ | ------ |
| 1      | Stati Uniti | 1   | 0       | 0      | 1      |
| 2      | Australia   | 0   | 1       | 0      | 1      |
| 3      | Lituania    | 0   | 0       | 1      | 1      |
| Totale | Totale      | 1   | 1       | 1      | 3      |